# Dynasty (2024)
Pour les articles homonymes, voir Dynasty.
Dynasty (2024) est un Pay-per-view de catch (lutte professionnelle) produit par la promotion américaine All Elite Wrestling. L'événement a eu lieu le 21 avril 2024 à la Chaifetz Arena à Saint-Louis (Missouri). Il s'agit de la première édition de Dynasty.

## Production
Le 3 mars 2024, la compagnie annonce la création d'un Pay-per-view intitulé Dynasty qui aura lieu le 21 avril à la Chaifeta Arena à Saint-Louis (Missouri.

## Contexte
Les spectacles de la All Elite Wrestling (AEW) sont constitués de matchs aux résultats prédéterminés par les scénaristes de la AEW. Ces rencontres sont justifiées par des storylines – une rivalité entre catcheurs, la plupart du temps – ou par des qualifications survenues dans les shows de la AEW. Tous les catcheurs possèdent un gimmick, c'est-à-dire qu'ils incarnent un personnage gentil (Face) ou méchant (Heel), qui évolue au fil des rencontres. Un événement comme Dynasty est donc un événement tournant pour les différentes storylines en cours.

## Tableau des matchs
| Ordre par numéros | Résultat | Stipulation(s) | Temps |
| --- | --- | --- | ----- |
| 1P | Trent Beretta bat Matt Sydal par soumission                                                                                   | Match simple | 8:00  |
| 2P | Orange Cassidy et Katsuyori Shibata battent Shane Taylor Promotions (Shane Taylor et Lee Moriarty) (avec Anthony Ogogo)       | Tag Team match | 12:40 |
| 3P | Bullet Club Gold (Jay White, Austin Gunn et Colten Gunn) (c) bat The Acclaimed (Anthony Bowens, Max Caster et Billy Gunn) (c) | Winners Take All Unification match pour les AEW World Trios Championship et les ROH World Six-Man Tag Team Championship                                             | 14:45 |
| 4 | Kazuchika Okada (c) bat PAC                                                                                                   | Match simple pour le AEW Continental Championship | 21:55 |
| 5 | House of Black (Malakai Black, Brody King et Buddy Matthews) bat Adam Copeland, Eddie Kingston et Mark Briscoe                | Trios Tag Team match | 17:45 |
| 6 | Willow Nightingale bat Julia Hart (c)                                                                                         | House of Rules match pour le AEW TBS Championship À la demande de l'aspirante pour cette stipulation, Skye Blue et Kris Statlander sont bannies des abords du ring. | 6:00  |
| 7 | Roderick Strong (c) bat Kyle O'Reilly                                                                                         | Match simple pour le AEW International Championship | 17:20 |
| 8 | Chris Jericho bat HOOK (c) | FTW Rules match pour le FTW Heavyweight Championship | 16:35 |
| 9 | "Timeless" Toni Storm (c) (avec Luther et Mariah May) bat Thunder Rosa                                                        | Match simple pour le AEW Women's World Championship | 15:10 |
| 10 | Will Ospreay bat Bryan Danielson                                                                                              | Match simple | 32:40 |
| 11 | The Young Bucks (Matthew et Nicolas Jackson) battent FTR (Cash Wheeler et Dax Harwood)                                        | Ladder match - Finale du tournoi pour les AEW World Tag Team Championship vacants                                                                                   | 21:35 |
| 12 | Swerve Strickland (avec Prince Nana) bat Samoa Joe (c)                                                                        | Match simple pour le AEW World Championship | 18:00 |
| La lettre C placée entre parenthèses désigne la personne ou l’équipe championne en titre. P – indique que le match a eu lieu lors du pré-show | | |       |